# Marma (genre)
Pour les articles homonymes, voir Marma.
Genre
Synonymes
- Thysema Mello-Leitão, 1944
- Paralophostica Soares & Camargo, 1948

Marma est un genre d'araignées aranéomorphes de la famille des Salticidae.

## Distribution
Les espèces de ce genre se rencontrent en Amérique du Sud.

## Liste des espèces
Selon World Spider Catalog (version 22.5, 20/07/2021) :
- Marma abaira Salgado & Ruiz, 2020
- Marma argentina (Mello-Leitão, 1941)
- Marma baeri Simon, 1902
- Marma femella (Caporiacco, 1955)
- Marma linae Salgado & Ruiz, 2020
- Marma nigritarsis (Simon, 1900)
- Marma pechichon Cala-Riquelme & Salgado, 2021
- Marma pipa Salgado & Ruiz, 2020
- Marma rosea (Mello-Leitão, 1941)
- Marma sinuosa Salgado & Ruiz, 2020
- Marma spelunca Salgado & Ruiz, 2020
- Marma wesolowskae Salgado & Ruiz, 2020

## Publication originale
- Simon, 1902 : « Description d'arachnides nouveaux de la famille des Salticidae (Attidae) (suite). » Annales de la Société Entomologique de Belgique, vol. 46, p. 24-56 & 363-406 (texte intégral).